# 齐增八
狐狸座3，又名BD+25 3811，HD 182255、SAO 87136、HR 7358，是狐狸座的一颗恒星，视星等为5.18，位于銀經59.78，銀緯5.32，其B1900.0坐标为赤經19h 18m 45.1s，赤緯+26° 5.32′ 13″。